# Messner (film)
Messner is een Duitse bergfilm van regisseur Andreas Nickel. De film gaat over het leven van de Italiaanse bergbeklimmer Reinhold Messner, een legendarische klimmer die als eerste mens alle 8000 meter hoge bergen heeft beklommen. De jonge jaren van Messner in de Alpen, waarbij hij voor die tijd vooruitstrevende beklimmingen volbracht, krijgen in deze film speciale aandacht. Door interviews met onder andere broers, zussen en klimvrienden afgewisseld met  filmbeelden wordt het levensverhaal van Messner in beeld gebracht.
De film ging in Nederland op 19 januari 2013 in première.

## Prijzen
Op het 24e Internationale Berg- & Avonturenfilmfestival in het Oostenrijkse Graz won de film Messner de Grand Prix Graz.